# داريان
داريان (بالفارسية: داریان) هي مدينة في البلدة المركزية من شيراز، محافظة فارس، في جنوب إيران. تقع هذه المدينة على بعد 36 كيلومتراً شمال شرق مدينة شيراز. يقدر عدد سكانها بـ 9,926 نسمة.